# Reginald Sorensen, Baron Sorensen
Reginald William Sorensen, Baron Sorensen (* 19. Juni 1891; † 8. Oktober 1971) war ein britischer Geistlicher der Free Unitarian Church und Politiker der Labour Party, der mit Unterbrechungen 32 Jahre lang Abgeordneter des House of Commons war und 1964 als Life Peer aufgrund des Life Peerages Act 1958 Mitglied des House of Lords wurde.

## Leben
Sorensen, Sohn eines Silberschmieds, war zwischen 1916 und 1937 als unitarischer Geistlicher in der Gemeinde der Free Unitarian Church in Walthamstow tätig. 
Nachdem er bei den Unterhauswahlen am 6. Dezember 1923 für die Labour Party im Wahlkreis Southampton ohne Erfolg für ein Abgeordnetenmandat im Unterhaus kandidiert hatte, engagierte er sich kurzzeitig von 1924 bis 1925 als Mitglied des Rates der Grafschaft Essex in der Kommunalpolitik.
Bei den Unterhauswahlen am 30. Mai 1929 wurde Sorensen erstmals als Abgeordneter in das House of Commons gewählt und vertrat dort den Wahlkreis Leyton West, ehe er diesen bereits bei der darauf folgenden Wahl vom 27. Oktober 1931 wieder an den Kandidaten der Conservative Party, Wilfrid Sugden, verlor. Nachdem er bei einer Nachwahl (By-election) im Wahlkreis Lowestoft am 15. Februar 1934 ohne Erfolg für ein Unterhausmandat kandidiert hatte, gelang es ihm bei den Unterhauswahlen am 14. November 1935 gegen Wilfrid Sugden zu gewinnen und wieder in das Unterhaus einzuziehen. Diesmal vertrat er den Wahlkreis Leyton West bis zur Auflösung dieses Wahlkreis zum 3. Februar 1950. Während dieser Zeit unterstützte er 1938 mit Arthur Creech Jones, der ebenfalls Abgeordneter der Labour Party im Unterhaus war, Aktivitäten der West African Students’ Union (WASU) in der Kolonie Goldküste.
Sorensen wurde bei den Unterhauswahlen am 23. Februar 1950 im neu geschaffenen Wahlkreis Leyton wiederum zum Abgeordneten in das House of Commons gewählt, dem er bis zu seinem freiwilligen Mandatsverzicht am 21. Februar 1965 fünfzehn weitere Jahre angehörte.
Kurz vor seinem Ausscheiden aus dem Unterhaus wurde Sorensen durch ein Letters Patent vom 15. Dezember 1964 aufgrund des Life Peerages Act 1958 als Life Peer mit dem Titel Baron Sorensen, of Leyton in the County of Essex, in den Adelsstand erhoben und gehörte als solcher bis zu seinem Tod dem House of Lords als Mitglied an. Während seiner Mitgliedschaft im Oberhaus war Baron Sorensen zwischen 1965 und seiner Ablösung durch Beatrice Serota, Baroness Serota 1968 Lord-in-Waiting von Königin Elisabeth II.